# Fresnillo, Aguascalientes
Fresnillo är en ort i Mexiko.   Den ligger i kommunen Rincón de Romos och delstaten Aguascalientes, i den centrala delen av landet, 500 km nordväst om huvudstaden Mexico City. Fresnillo ligger 1 999 meter över havet och antalet invånare är 525.
Terrängen runt Fresnillo är platt åt sydost, men åt nordväst är den kuperad. Terrängen runt Fresnillo sluttar österut. Runt Fresnillo är det ganska tätbefolkat, med 144 invånare per kvadratkilometer. Närmaste större samhälle är Rincón de Romos, 2,6 km sydost om Fresnillo. Trakten runt Fresnillo består till största delen av jordbruksmark.